# Gare d'Écouché
La gare d'Écouché est une ancienne gare ferroviaire française de la ligne d'Argentan à Granville, située sur le territoire de la commune d'Écouché, dans le département de l'Orne, en région Normandie.
Elle n'est plus desservie depuis 2015.

## Situation ferroviaire
Établie à 157 mètres d'altitude, l'ancienne gare d'Écouché est située au point kilométrique (PK) 10,088 de la ligne d'Argentan à Granville, entre les gares ouvertes d'Argentan et de Briouze. Autrefois, avant Briouze se trouvait la gare des Yveteaux-Fromentel.

## Histoire
Elle est mise en service le 2 juillet 1866 avec l'ouverture de la voie entre la gare d'Argentan et la gare de Flers. Le bâtiment voyageurs existe toujours et est occupé par une école de musique.
Entre 1994 et 1999, la ligne a été mise à une seule voie banalisée. La voie qui était la plus proche de la gare a été supprimée, et le quai a été déplacé environ 15 m plus loin. Ce qui ne gène plus personne puisque la gare n'est plus desservie depuis 2016. 

## Service des voyageurs

### Accueil
Arrêt Routier  SNCF, elle était équipée d'un quai latéral qui est encadré par une voie.

### Dessertes
En 2012, la halte était desservie par la ligne commerciale Dreux - Argentan - Granville (TER Normandie), les trajets étant assurés par des autorails X 4750.

### Intermodalité
La halte est desservie par la ligne 31 du réseau Cap'Orne.